# Chrysoplatycerus splendens
Chrysoplatycerus splendens är en stekelart som först beskrevs av Howard 1888.  Chrysoplatycerus splendens ingår i släktet Chrysoplatycerus och familjen sköldlussteklar. Inga underarter finns listade i Catalogue of Life.